# Всеобщие выборы в Гондурасе (1877)
Всеобщие выборы в Гондурасе проходили с 22 по 25 апреля 1877 года. На них избирались президент и депутаты Национального конгресса Гондураса. Временный президент и сторонник либералов Марко Аурелио Сото был избран президентом. 27 мая 1877 года Сото вступил на пост президента.

## Контекст выборов
Сото исполнял полномочия президента с 26 августа 1876 года. Избирательное право было крайне ограничено, лишь 7,2% жителей имело право участвовать в выборах.

## Президентские выборы
В отсутствие сильных соперников Сото получил 80% голосов и был утверждён Конгрессом как конституционный президент.
| Кандидат           | Политическое предпочтение | Голоса | %   |
| ------------------ | ------------------------- | ------ | --- |
| Марко Аурелио Сото | Либералы                  | 16 603 | 81  |
| Прочие             | Прочие                    | 4 032  | 19  |
| Всего              | Всего                     | 20 635 | 100 |
| Источник: Euraque  |                           |        |     |